# Académie royale des sciences de l'ingénieur de Suède
Ne doit pas être confondu avec Académie royale des sciences de Suède.
L'Académie royale des sciences de l'ingénieur (en suédois Kungliga Ingenjörsvetenskapsakademien ; abrégée IVA) est une société savante suédoise. Elle a été fondée à Stockholm le 24 octobre 1919 par le roi Gustave V et fait partie des académies du royaume de Suède. C'est un organisme indépendant qui promeut les relations et les échanges entre le monde des affaires, le monde scientifique et le gouvernement, tant en Suède qu'au niveau international. L'IVA est la plus vieille académie des sciences de l'ingénieur au monde.
L'académie délivre chaque année de nombreuses récompenses, notamment la Grande médaille d'or (Stora guldmedaljien) depuis 1924, la Médaille d'or (Guldmedaljien) depuis 1921, la médaille Brinell (Brinell medaljien) depuis 1936, décernée en l'honneur de Johan August Brinell, la Plaque d'or (Guld plaketten) depuis 1951 ou la Marque d'honneur (Hedersledamotstecken) depuis 1919. Elle a également délivré la médaille Axel Enström (Axel F. Enströmmedaljen) entre 1959 et 1981, en l'honneur d'Axel Fredrik Enström (en), premier président de l'académie.

## Présidents
La liste des présidents de l'IVA est la suivante : 
- 1919-1940 : Axel Fredrik Enström (sv)
- 1941-1959 : Edy Velander (sv)
- 1960-1970 : Sven Brohult (sv)
- 1971-1982 : Gunnar Hambraeus (sv)
- 1982-1994 : Hans G. Forsberg (sv)
- 1995-2000 : Kurt Östlund
- 1999-2001 : Enrico Deiaco (intérim)
- 2001-2008 : Lena Treschow Torell (sv)
- Depuis 2008 : Björn O. Nilsson (sv)